# إبراهام أوغدن
إبراهام أوغدن (بالإنجليزية: Abraham Ogden)‏ هو محامي وسياسي أمريكي، ولد في 30 ديسمبر 1743 في الولايات المتحدة، وتوفي في 31 يناير 1798. انتخب عضو جمعية نيوجيرسي العامة.